# Machilus cicatricosa
Machilus cicatricosa är en lagerväxtart som beskrevs av Shu Kang Lee. Machilus cicatricosa ingår i släktet Machilus och familjen lagerväxter. Inga underarter finns listade i Catalogue of Life.